# Kiriwina
Pour l’article homonyme, voir Kiriwina (homonymie).
Kiriwina est la plus grande île de l'archipel des îles Trobriand, dans la province de la Baie de Milne en Papouasie-Nouvelle-Guinée.

## Géographie
Situé en mer des Salomon, cet atoll surélevé couvre 290,5 km2 de superficie. Les 22 163 habitants parlent le Kilivila, aussi connu sous Kiriwina.

## Histoire
L'île fut le théâtre durant la Seconde Guerre mondiale de l'opération Chronicle le 30 juin 1943 qui vit l'invasion de l'île par les forces alliées.